# قائمة أسواق الأحساء

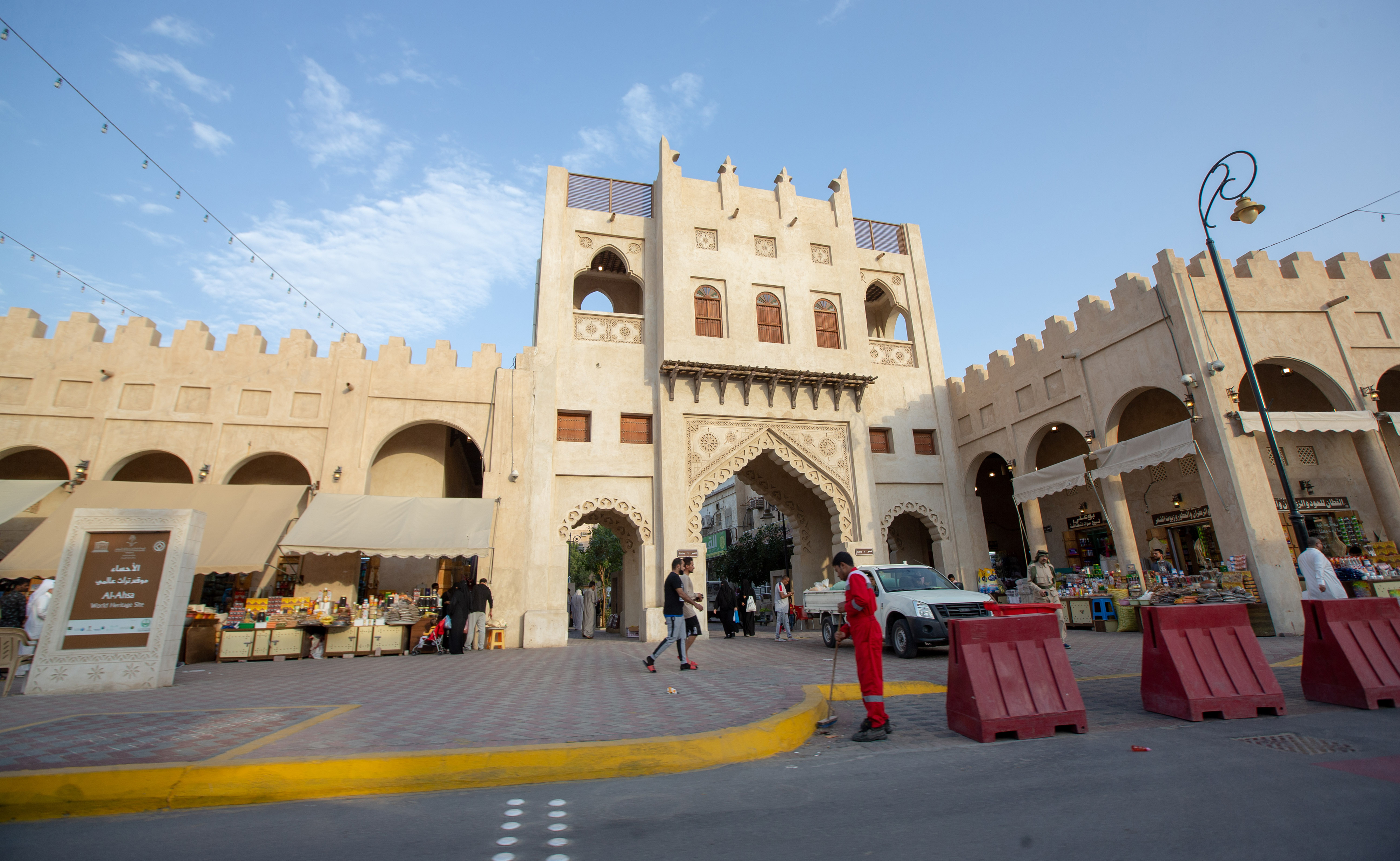
سوق القيصرية

تعد الأسواق الشعبية في الأحساء من معالمها البارزة، بسبب قدمها وكثافتها وحجمها وتنوعها واشتماله على كل ما يحتاجه الإنسان في متطلبات حياته، ويتقصدها المواطنون من داخل وخارج الأحساء، وحتى من دول مجلس التعاون الخليجي، وتتوفر فيها الأدوات التراثية والمنتجات المحلية والسلع المستوردة بكل أنواعها، وفيها المنتوجات التقليدية بكل أنواعها وأغراضها، والمأكولات الشعبية، والأدوات القديمة، إلى جانب الملابس والخضار والفواكه والتمور والطيور والدجاج والأرانب والبط والنباتات والمواد الغذائية والاستهلاكية والأجهزة والأواني والفرش. ويوجد 36 سوقاً أسبوعياً في الأحساء، وعدد الباعة الذين يبيعون في هذه الأسواق كل يوم من أيام الأسبوع بلغ 4143 بائعاً، وأكثر أيام الأسبوع باعة يوم الخميس الذي بلغ عدد الباعة فيه 1305 بائعين من الجنسين، وأعمار الباعة في هذه الأسواق تتراوح ما بين 17 إلى 70 عاماً ويبلغ المتوسط الحسابي لهذه الأعمار قرابة 37 سنة وأكثر الأعمار تكراراً بينهم هو سن 45.

## القائمة
| الاسم                  | الموقع                                                                                    | ملاحظات |
| ---------------------- | ----------------------------------------------------------------------------------------- | --- |
| سوق القيصرية           | الهفوف 25°22′35″N 49°35′21″E / 25.376321°N 49.589169°E                                    | يعد من الأسواق الشعبية التاريخية العريقة في السعودية، ويقع في حي الرفعة بمدينة الهفوف، وقد بني عام 1238هـ الموافق 1822 ميلادي ويحتوي على نحو 422 محلاً. ويتميز السوق بتنوع نشاطاته ومجالاته ومعروضاته المتضمنة للصناعات التقليدية والصناعات النحاسية وصناعات الجلود والأحذية، وبيع الذهب، والاسعات والعطور، والأقمشة، والملابس، والبشوت، والمشالح، والعبايات، والمستلزمات الرجالية والنسائية، والأثاث المنزلي، والأدوات الكهربائية، والأواني المنزلية، والمواد الغذائية، إضافة إلى تميزه بوجود خدمات تتضمن فندق وشقق سكنية ومحلات صرافة. |
| سوق الهفوف             | الهفوف 49°33′03″N 25°23′15″E / 49.55089879625969°N 25.387373242823713°E                   | سوق شعبي يقام يوم السبت صباحاً وعصراً ويوم الخميس صباحاً في الهفوف |
| سوق المبرز             | المبرز 49°35′20″N 25°25′01″E / 49.58880469999999°N 25.41692539999999°E                    | سوق شعبي يقام يوم الاربعاء صباحاً بالمبرز |
| سوق الجفر              | الجفر 49°43′11″N 25°22′31″E / 49.71976784416295°N 25.37538654642644°E                     | سوق شعبي يقام يوم الاثنين صباحاً والاحد عصراً في الجفر |
| سوق القارة             | القارة 49°41′03″N 25°24′57″E / 49.6840412°N 25.41582189999999°E                           | سوق شعبي يقام يوم الاحد صباحاً بالقارة |
| سوق الطرف              | الطرف 49°43′26″N 25°21′48″E / 49.724018999999984°N 25.363209500000007°E                   | سوق شعبي يقام يوم الجمعه صباحاً ويوم السبت عصراً في الطرف |
| سوق الخرس              | الخرس 49°34′31″N 25°26′33″E / 49.57527999999998°N 25.44255529999999°E                     | |
| سوق الراشدية           | الراشدية 49°35′33″N 25°26′08″E / 49.59237460000001°N 25.435510399999995°E                 | سوق شعبي يقام يوم الثلاثاء عصراً في الراشدية |
| سوق النزهة             | حي النزهة 49°36′11″N 25°27′06″E / 49.60292170000001°N 25.451572599999963°E                | سوق شعبي يقام يوم السبت عصراً في النزهة |
| سوق الحليلة            | الحليلة 49°40′13″N 25°25′40″E / 49.67020059999999°N 25.427825199999994°E                  | سوق شعبي يقام يوم السبت والثلاثاء صباحاً في الحليلة |
| سوق البطالية           | البطالية 49°37′53″N 25°26′08″E / 49.6313333°N 25.43554750000001°E                         | سوق شعبي يقام يوم الثلاثاء صباحاً في البطالية |
| سوق الأسكان            | قرية الأسكان 49°38′35″N 25°26′47″E / 49.6429372°N 25.446326700000007°E                    | سوق شعبي يقام يوم الخميس عصراً في الاسكان |
| سوق المحدود            | المحدود 49°37′55″N 25°21′34″E / 49.63186670000001°N 25.359384599999995°E                  | سوق شعبي يقام يوم الجمعه عصراً في المحدود |
| سوق القرين             | القرين 49°35′52″N 25°28′51″E / 49.59764309999999°N 25.480833099999977°E                   | سوق شعبي يقام يوم الجمعة صباحاً في القرين |
| سوق غصيبة المبرز       | المبرز 49°35′03″N 25°25′12″E / 49.58410490000002°N 25.42012229999999°E                    | سوق شعبي يقام يوم الخميس عصراً في حي غصيبه بالمبرز |
| سوق المنصورة والشهارين | في قرية المنصورة، وقرية الشهارين 49°39′42″N 25°23′24″E / 49.6616082°N 25.38987230000002°E | سوق شعبي يقام يوم الثلاثاء عصراً بالمنصورة والشهارين |
| سوق العمران            | العمران 49°43′08″N 25°24′52″E / 49.718847200000006°N 25.414464599999977°E                 | سوق شعبي يقام يوم الخميس صباحاً في العمران |
| سوق الجبيل             | الجبيل 49°39′49″N 25°24′25″E / 49.663558800000004°N 25.4069866°E                          | سوق شعبي يقام يوم الخميس صباحاً في الجبيل |
| سوق النساء في الهفوف   | الهفوف 49°35′19″N 25°22′17″E / 49.58864550000001°N 25.37131360000001°E                    | |
| سوق الشعبة             | الشعبة 49°37′09″N 25°28′34″E / 49.61903650000002°N 25.476066100000036°E                   | سوق شعبي يقام الاحد صباحاً في الشعبة |
| سوق القرن              | القرن 49°36′37″N 25°31′03″E / 49.610353500000016°N 25.517584600000017°E                   | سوق شعبي يقام يوم الاثنين عصراً في القرن |

## وصلات خارجية
- خريطة الأحساء السياحية